# 半边旗
半边旗（学名：Pteris semipinnata）为凤尾蕨科凤尾蕨属下的一个种。

## 扩展阅读
- 維基物種上的相關：半边旗